# Mystus albolineatus
Cá chốt giấy (Danh pháp khoa học: Mystus albolineatus) là một loại cá da trơn trong chi cá chốt Mystus trong họ cá lăng Bagridae. Chúng phân bố ở vùng Đông Nam Á, có ở Campuchia, Thái Lan và Việt Nam. Phân bố ở các con sông như Chao Phraya, Bang Pakong, sông Mê-Kông và Biển hồ Tonlé Sap. Tiếng địa phương ở Campuchia còn gọi là trey kanchos bay Đây là một loài cá được người dân địa phương đánh bắt nhiều vào tháng 7 và tháng 8.

## Đặc điểm
Đây là một loài cá cỡ vừa. Đầu nhỏ, dẹp bằng, mặt dưới phẳng hơn mặt trên. Mõm tù; miệng cận dưới, không co duỗi được, có dạng hình vòng cung; có 4 đôi râu, 1 đôi râu mũi, 1 đôi râu mép, 2 đôi râu hàm dưới; râu mép dài nhất và kéo dài quá ngọn vi đuôi; mắt to không được da che phủ, nằm lệch về mặt lưng.
Thân dài và rất dẹp bên; dài gai vi ngực tương đương với dài gai vi lưng, nhưng gai vi ngực to khỏe và khía răng cưa ở mặt sau nhọn sắc, trong khi ở vi lưng rất mịn. Vi mở rất dài, phần trước của vi mỡ chạm với vi lưng. Toàn thân có màu xanh lá cây hay xám xanh, phần lưng sậm hơn phần bụng; dọc đường bên có 1 sọc trắng; vi lưng, vi đuôi, vi mỡ có màu xanh xám; vi ngực, vi bụng, vi hậu môn phần ngọn sậm hơn phần gốc và màng da giữa các tia vi có màu đen.